# Ciclo da litigância
O ciclo da litigância é a flutuação, isto é, o desvio transitório esperado na atividade litigiosa, em um sistema jurídico romano-germânico. Baseado em um modelo de capital-investimento, a teoria busca analisar as consequências de um desequilíbrio entre o estoque real e o estoque socialmente desejável de capital jurídico no comportamento da litigiosidade. É um ciclo, pois é um processo contínuo, e não periódico, podendo cada ciclo variar em duração, que é a maneira como se demonstra os motivos pelos quais os litígios acontecem e como as suas consequências afetam a sobreutilização do Judiciário, resultando na sua morosidade e redução de sua função social (tragédia do judiciário).

## Conjunto de fenômenos
O ciclo da litigância não se refere a um fenômeno isolado, mas sim, a um conjunto de fenômenos. Compostos por períodos de expansão e de retração das taxas de litigância; e de criação, reposição e depreciação do capital jurídico. O correto seria falar em ciclos da litigância, já que estes coexistem e seguem um processo continuo em diversas áreas do direito. 

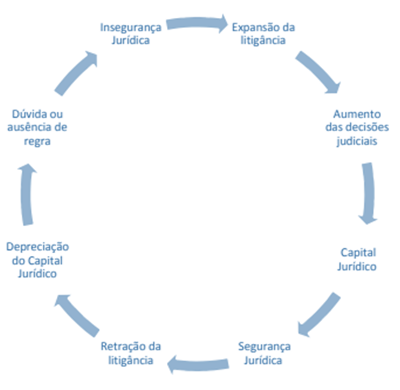
A razão entre ações judiciais e acordos é uma função do estoque de capital jurídico disponível.

No geral, a teoria explica como a presença de um estoque reduzido de regras jurídicas, resultado da depreciação do capital jurídico gera insegurança jurídica. Essa insegurança, por sua vez, faz com que aumente o número de casos perante o Judiciário, pois as partes considerarão mais difícil antever qual seria a regra jurídica aplicável ao caso concreto e, portanto, qual o valor esperado de um determinado acordo extrajudicial, desencadeando novos litígios, os quais, posteriormente, se convertem em decisões judiciais e, estas, em jurisprudência. O resultado será um aumento passageiro de litígios (investimento) até que a diferença entre o capital jurídico real e o estado de máxima eficiência desapareça. Uma vez que, o capital jurídico será reposto com a formação de jurisprudência, diminuindo a incerteza jurídica (ausência de previsibilidade) e resultando em uma retração do número de litígios.
Sob a perspectiva econômica, esta sugere que, o litigante racional só recorre ao Judiciário quando espera obter um resultado igual ou superior ao custo do litígio, isto é, quando o resultado esperado da demanda for não-negativo; assim como, o litígio ocorre quando as partes não conseguem chegar a um acordo, geralmente porque avaliam de forma diferente suas chances de vencer a disputa, uma vez que, não foram capazes de aplicar ao caso uma solução preexiste e previsível. Essa discordância sobre o possível resultado leva o conflito ao Judiciário.
À medida que decisões judiciais se acumulam, formam jurisprudência, e, quando estas se tornam predominantes, geram o chamado capital jurídico. Esse processo aumenta a segurança jurídica, pois ajuda a definir com mais clareza qual regra se aplica a determinadas situações, que antes não tinham solução. Assim, mesmo sem intenção, os litigantes, ao agirem por interesse próprio, contribuem para o bem coletivo (bem-estar social), produzindo uma externalidade positiva, onde o capital jurídico é um subproduto não intencional dos incentivos privados dos litigantes. Entretanto, o investimento dos particulares em litígios só se transforma em capital jurídico se os juízes também investirem na construção e consolidação da jurisprudência (anarquismo judicial).
Vale lembrar que, a insegurança jurídica nunca será totalmente eliminada, apenas reduzida. Isso porque mudanças nas leis ou nas condições sociais e econômicas depreciam o capital jurídico existente, gerando novos conflitos. Esses conflitos buscarão respostas legislativas e/ou a formação de nova jurisprudência que, ao se consolidarem, ajudam a restaurar a segurança jurídica por meio da formação de novo capital jurídico, ao recompor aquele que havia sido depreciado. Portanto, o ciclo de expansão e de retração das taxas de litigância, que geram surtos e calmarias de processos, é de maneira cíclica e contínua.

## Tendência secular da litigância

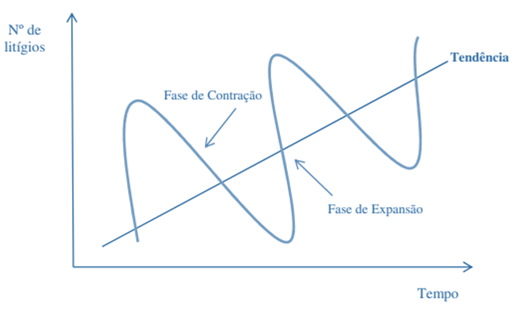
Em um ordenamento jurídico balanceado é de se esperar que o nível de litigância seja algo cíclico, com expansões e retrações.

Com o crescimento populacional, o aumento da migração e o surgimento de sociedades mais diversas e complexas, é natural que os litígios também se tornem mais frequentes e variados. Assim, espera-se que o número de disputas jurídicas cresça ao longo do tempo, ainda que com oscilações periódicas - os chamados ciclos de litigância. Em um sistema jurídico saudável, esses ciclos são normais e refletem ajustes naturais.
No entanto, quando há um crescimento constante e sem variações, isso pode indicar falhas no sistema, como a falta de atualização da legislação ou de consolidação de jurisprudência. Em termos econômicos, trata-se de um sinal de que o sistema não está investindo adequadamente em capital jurídico, ou seja, na produção de regras claras, estáveis e previsíveis para promover a cooperação e a confiança.